# Rinaldo Carnielo
Rinaldo Carnielo (Biadene, 11 febbraio 1853 – Firenze, 17 agosto 1910) è stato uno scultore italiano.

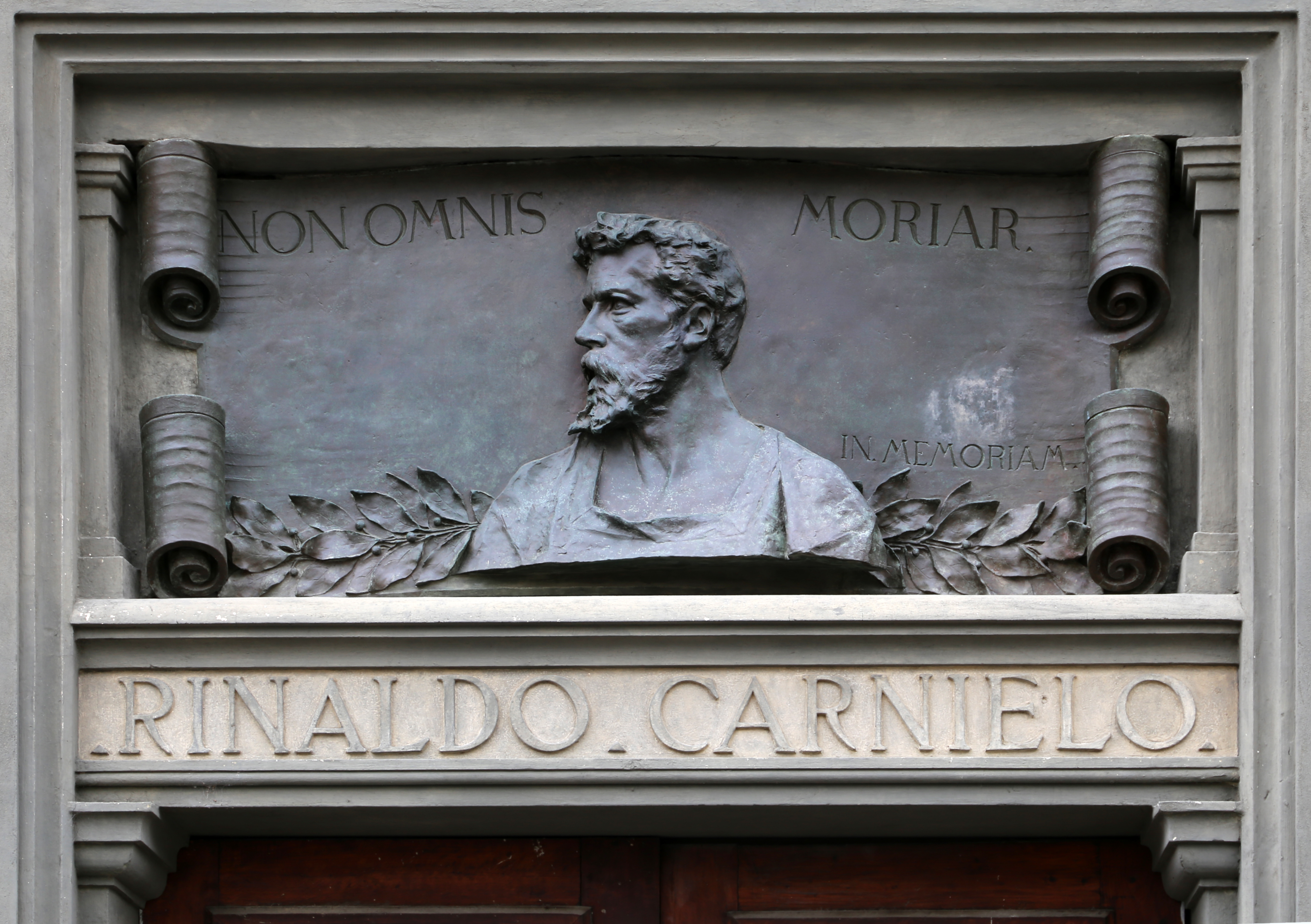
Placca con autoritratto sulla facciata della galleria Rinaldo Carnielo dopo il restauro

Vissuto a Firenze fin dall'adolescenza, si diplomò all'Accademia di Belle Arti. Artisticamente legato alle avanguardie toscane (era frequentatore del caffè Savonarola), ma anche francesi, partecipò a più riprese gli ambienti artistici parigini: con la scultura Mozart morente partecipò all'Esposizione Universale di Parigi del 1878 (la scultura in marmo si trova oggi al Museo di Bordeaux). La sua opera Primi bocconi venne esposta alla Esposizione Nazionale di Belle Arti a Torino nel 1880.
Dalla moglie, la marchesa Virginia Incontri ebbe due figli di cui Enzo fu il donatore al Comune di Firenze della Galleria Rinaldo Carnielo nel 1958, con una notevole quantità di opere.
Oltre che scultore il Carnielo è conosciuto come collezionista di opere d'arte, la sua collezione comprendeva più di trecento opere tra cui moltissimi macchiaioli: una ventina di Fattori, alcuni Signorini, alcuni Lega, ecc. È famoso il ritratto di Rinaldo Carnielo opera di Silvestro Lega ora di proprietà della Galleria di Arte Moderna di Firenze.
Buona parte delle opere è stata donata al Comune di Firenze, la rimanente collezione è andata dispersa negli anni tra le due guerre; un'importante ricostruzione ne è stata fatta dalla Dott. Elisabetta Matteucci nella sua tesi di laurea all'Università di Pisa (1998/99). Il Carnielo è sepolto a nel cimitero di Settignano, nella cappella di famiglia da lui fatta edificare. La facciata liberty della sede della Galleria e degli studi di numerosi artisti è stata da lui disegnata, ma realizzata soltanto dopo la sua morte.